# ژان-آندره دولوک
ژان-آندره دولوک (به انگلیسی: Jean-André Deluc) (زاده ۸ فوریه ۱۷۲۷ –درگذشته ۷ نوامبر ۱۸۱۷) زمین‌شناس، فیلسوف طبیعی و هواشناس اهل سوئیس بود. او ابزارهای اندازه‌گیری هم طراحی کرد.